# Стари савски мост
Стари савски мост је био 430 метара дугачак и 40 метара широк мост, преко реке Саве у Београду. Изградила га је Нацистичка Немачка током окупације Србије. Био је најмањи друмски мост у престоници Србије и користио се и за аутомобилски и за трамвајски саобраћај. Главни распон између два стуба овог везаног лучног моста је био дужине преко 157 м. Мост је користио две аутобуске и три трамвајске линије београдског јавног превоза.
Због своје историје, део јавности сматрао је да је мост имао веома важно место и улогу у обрису и сећању Београда, а многи грађани га сматрају једним од симбола града. Међутим, почев од 2016. и 2017. године, Градска управа града Београда је одлучила да га сруши и изгради нови мост. Ово је наишло на противљење дела јавности и стручњака, при чему је град неколико пута мењао будућност моста (проширење, надоградња, рушење, измештање на разне локације) пре него што је тврдио да су грађани путем интернета гласали за његово измештање на суво у Парк Ушће. Део новинара и јавности су се дистанцирали од гласања, а неки су га окарактерисали као намештено и нерепрезентативно.
У августу 2023. предложено је да се конструкција моста премести у Земун и да буде пешачки мост до Великог ратног острва. Градске власти најавиле су да ће демонтажа моста почети 2. октобра 2024. године, а да ће на његовом месту бити изграђен нови мост.
Градске власти Београда су 2. новембра 2024. поставиле сигнализацију која усмерава возаче ка заобилазним и алтернативним правцима, и формално је објављено да се овај мост сматра затвореним и небезбедним за употребу. Дана 3. априла 2025. почело је уклањање моста чија је демонтажа трајала до 30. јула 2025. године када је мост потпуно уклоњен.

## Име
Током Другог светског рата Немци су мост звали „Принц Еуген“. После 1945. грађани су га звали једноставно „Немачки мост“ или „Швапски мост“ и како су се градили и други мостови преко Саве, заменио га је назив „Стари савски мост“. У новије доба, после више деценија трамвајског саобраћаја преко њега, многи Београђани су га колоквијално називали „Трамвајским мостом”. Ниједно од имена није било званично.
Удружење грађана под називом „Имамо план“ уз подршку општине Савски венац прикупљало је потписе за иницијативу да се мост назове по Миладину Зарићу, учитељу који га је по једној верзији приче спасио. Градска изборна комисија Београда која даје имена градским улицама, трговима и мостовима, почетком 2017. године није ни прихватила нити одбила тај предлог

## Историјат

### Изградња и Други светски рат
Мост је изграђен 1942. године, за време немачке окупације, јер је једини преостали мост преко Саве у то време срушен. Из тог разлога, намена моста је била транспорт између две обале реке. Изградња моста била је предвиђена за постављање преко реке Тисе код Жабља, али је рушење Моста краља Александра од стране Југословенске војске током бомбардовања Београда 6. априла 1941. године довело до изградње моста на овом подручју. Мост је пројектовала и изградила компанија Јухо из Дортмунда. Челична, полупараболична, носећа конструкција постављена је на привремене дрвене шипове и мост је у потпуности завршен за шест месеци. Због лаке конструкције, мост је још увек био недовољан за тешку механизацију и возила, па су Немци одлучили да поправе Стари железнички мост.
Био је то једини велики европски мост који није срушен током немачког повлачења. Лудендорфски мост преко Рајне, чувени „мост у Ремагену“, Немци такође нису успели да униште, али је био толико оштећен да се срушио у марту 1945. године, убрзо након што су га заузели савезници.
У октобру 1944. године немачка војска је почела да се повлачи из Београда и на свом путу планирала је минирање моста. Миладин Зарић, учитељ који је живео у близини моста, неколико дана је посматрао где Немци постављају експлозив. Дана 20. октобра, како се Црвена армија приближавала, отишао је до моста и одлучио да ризикује живот и спасе једину везу између централне Србије и Срема. Испод трећег стуба приметио је дрвене чауре напуњене експлозивом и фитиљ је већ горео. Зграбио је пик, али то није било довољно да пресече жицу. Затим је узео крвави бајонет који се налазио поред мртвог немачког војника у близини и више пута ударао у фитиљ док није пресекао жицу.
Зарић је тада приметио три пожара на земунској страни моста. Пошто није могао сам да угаси ватру, позвао је припаднике Црвене армије и одазвала се група од 12 војника из Гардијског стрељачког пука, на челу са мајором Никанором Корњејевичем Ткаченком. Припадници Црвене армије су се борили на мостту, формирајући мостобран на другој страни. Немачка артиљерија је снажно гранатирала мост у покушају да га уништи. За нешто више од једног сата испалили су око 350 граната калибра 105 мм, али су само три погодиле мост, без веће штете. Немачке артиљеријске батерије су тада утишане доласком совјетске артиљерије и јуришне авијације. Након тога мост је остао једини у функцији у Београду.
Комплетно разминирање моста такође је извршила Црвена армија. Сви прилази мосту су били јако утврђени, тако да је једини приступ био преко реке. Совјетски бродови Дунавске флотиле стигли су у Београд у то време, пловећи из Црног мора узводно Дунавом и притом деминирајући реку. Они су упућени на Савски мост, а у блиц акцији морнари и деминери су се укрцали испод конструкције моста, савладали војнике Вермахта на самом мосту и уклонили експлозивна пуњења. То је омогућило југословенским и совјетским снагама да пређу на леву обалу Саве у ноћи 20. на 21. октобар 1944. године. Операцију су организовали и водили Алексеј Алексејевич Матушкин и Григориј Николајевич Окирменко.
Постоји и друга верзија и прича о спасавању моста од стране Земунаца Николе Милованчевића и Крсте Вујичића. Наводно је мост могао да се деминира само са земунске стране, па је тако поменути двојац подмитио неког војника, како би деминирали мост. О њиховом херојству рад је написао Милорад Тончев, који је објављен у Институту за савремену историју, као и у својој књизи 22. српска космајска бригада. Трећа верзија о спашавању моста нашла се у новинама Политика, 1964. године под насловом „Како је спасен Савски мост”, у сећањима Александра Алексејевића Матушкина, члана војног савета дунавске флоте СССР. По његовој верзији бродови Црвене армије су засипани муницијом, али су ишли у правцу моста како би пререзали каблове који су водили до експлозива.

### Реконструција
Мост је имао дрвени прилаз до 1964. године, када су пројектанти предложили реконструкцију моста председнику општине Бранку Пешићу. Након петогодишње реконструкције 1969. године постављена је нова бетонска плоча. Након одбијања изградње метроа, упркос томе што се пројекат развијао више од деценије, 1984. године преко моста су постављене трамвајске пруге до Блока 45 и бетонска плоча је замењена челичном.
Саобраћај на мосту је увек био мањи у односу на друге београдске мостове који су прелазили реку, посебно до деведесетих година, због лошег приступа мосту на новобеоградској страни. То је био један од главних разлога зашто је обимна реконструкција моста почела 13. октобра 2007. године, а завршена је 31. марта 2008. године. Реконструкција је укључивала нову саобраћајну сигнализацију, изливен асфалт, ограде и декоративну расвету. Капацитет моста је повећан на 30.000 возила дневно.

## Планирано рушење

### 2010
Градоначелник Београда Синиша Мали најавио је у марту 2016. године масовну реконструкцију моста, која би требало да почне крајем 2017. У наредних 15 месеци Мали и градски архитекта Милутин Фолић објаснили су да пројекат подразумева проширење моста, мост са једном додатном траком за аутомобиле у сваком смеру и одвојеним трамвајским колосецима. Метална лучна конструкција је требало да буде исечена и подигнута изнад саобраћајних трака, чиме би мост заправо био на два нивоа, а документацијом је тражено да се сачува специфичан метални лук моста. Горњи ниво је требало да буде претворен у пешачке и бициклистичке стазе са бујном вегетацијом. Завршне конструкције су биле замењене и уместо распона главног моста пројектован је један стуб са спојном гредом. Ширина пловидбеног пута на Сави на главном распону моста остала је иста. Као инспирацију навели су техерански мост Табиат, пошто се Мали тада вратио званичне посете Техерану.
У мају 2017. године, Мали и Фолић су променили мишљење и истакли да је мост застарео, неподесан за саобраћај, са трулим дрвеним шиповима и омета речни саобраћај. Некадашњи услов да се лук мора сачувати разводњен је сугестијом да ће нови мост личити на стари, али је дан касније Фолић рекао да је то само препорука и да град не мора да је поштује, такође, истакао је да је овај мост „само један од многих генеричких немачких мостова“. Неки грађани су се успротивили, организовали петицију и тврдили да мост има традиционалну и историјску вредност, као једини мост који су Немци хтели да сруше током рата, али нису успели.
Инжењер Љуба Костић, који је изградио неколико мостова, укључујући и Павловића мостна Дрини, критиковао је пројекат изградње новог и рушења старог моста. Он је истакао да ако мост није ометао речни саобраћај 75 година, неће ни сада. Истакао је и да остали мостови у Београду, Обреновцу, Остружници (сви на Сави) и Пупинов мост (на Дунаву) сви имају стубове у реци и ниједан од њих не спречава саобраћај. Он се дотакао и дрвених шипова, рекавши да су направљени од храстовог дрвета које је заштићено и може да траје скоро вечно. Осим тога, ионако постоје технике за њихово очување, наводећи пример Венеције, која је углавном изграђена на дрвеним шиповима. Он је такође сматрао да је челична конструкција предност, јер се мост лако може проширити, као што је то био Бранков мост педесетих година, а мост има историјску вредност.
Архитекта Бранислав Јовин, који је пројектовао и реконструисао многа обележја Београда (оригинални пројекат београдског метроа, мостарска петља, Аутокоманда, Кнез Михаилова) сматрао је да мост ионако није важан за саобраћај, али би могао да буде пешачки.
У другој конфузној изјави градског архитекте Фолића, он је рекао да мост неће бити уклоњен, да ће остати на истом месту, али ће добити нови облик, понављајући оно што је говорио и прошли пут. Комисија ће одлучити да ли ће задржати постојећи лук или ће мост изгледати потпуно другачије. Фолић је признао да је градски Завод за заштиту споменика културе предложио да се оригинални лук сачува, али је лично уверен да ће комисија узети у обзир да је реч о архитектонски небитном немачком војном мосту који ће, сигуран је Фолић, ускоро постати несигуран за коришћење. Нови пројекат футуристичког белог моста представљен је 15. јуна 2017. године. Тадашњи градоначелник Београда Мали је изјавио да стари мост неће бити рушен, већ премештен на другу локацију која још увек није изабрана, као пешачки мост. Међутим, инжењер Александар Бојовић, који је био члан жирија који је изабрао рушење старог моста, а одабрао нови, рекао је да је потребна свеобухватна анализа да се види како ће се демонтирати и измештати, да мора да се изабере нова локација и процени да ли ће то бити исплативо. Костић, такође председник Удружења грађана „Наши мостови“, истакао је да би првобитна идеја о проширењу моста коштала упола мање од онога што ће на крају коштати изабрани пројекат. Александра Павићевић из Етнографског института Српске академије наука и уметности у свом есеју назвала је планирано рушење „аутодеструктивном” и „поремећеном, расипном идејом”. Архитекта Драгољуб Бакић је напоменуо да, док би проширење моста било најскупље и најкомпликованије решење, те да је добро решење изградња моста близанца поред њега.
Мали је најавио да ће грађани одлучити где ће мост преместити, али је његова идеја била да се премести у Земун, као пешачки мост до Великог ратног острва. Александар Миленковић, члан Академије архитектуре Србије, успротивио се предлогу, и сматрао да је та наизглед бенигна идеја заправо стратешки погубан подухват у вези са заштићеним дивљим животињама на острву. Он је сумњао да ће Управа града Београда у овом случају, занемарити бројне теоријске и емпиријске смернице. У децембру 2017. године радови на мосту померени су са 2018. на пролеће 2019. године. Како је уговор за идејно решење потписан тек у фебруару 2018. године, а рок је одређен за 10 месеци, изградња је померена за другу половину 2019. године, упркос континуираним критикама целе идеје о рушењу и измештању старог моста. Такође, део јавности сматра да је пројекат описан као очигледна копија моста шеика Заједа у Абу Дабију.
Заменик градоначелника Горан Весић најавио је у августу 2018. да ће уклањање моста почети 1. јуна 2019. године, након што се заврши постављање трамвајских шина преко Моста на Ади. Градски урбаниста Марко Стојчић је у марту 2019. рекао да ће мост бити постављен као продужетак Улице Омладинских бригада, у новобеоградском Блоку 70а и да ће га повезати са Адом Циганлијом. Рок за завршетак радова одређен је до 2021. године, али није реализован. У мају 2019. рушење је одложено за 2020. годину. Нову локацију су такође изабрали грађани на народном гласању 2017. године.
У јулу 2019. Стојчић је рекао да ће грађани поново гласати за нову локацију, пошто је Градска управа града Београда коначно признала првобитну забринутост да ће пресељење бити компликовано и скупо. То би подразумевало пресецање моста на три дела, темељну реконструкцију и подизање на виши стуб. Процењено је да би све ово коштало више од изградње потпуно новог пешачког моста на тој локацији. Стојчић је тада прогурао идеју да се мост само вуче на суво у насељу Ушће, где би био улепшан зеленилом, а локали би били изграђени испод „сувог моста“. Локацију је описао као „зелену површину без корисне вредности”, како се нико не би бунио. Процењено је да, ако све буде у реду, нови мост неће бити завршен пре 2022. године.
У августу 2019. године најављено је да ће нови мост бити изграђен поред постојећег, а да ће Стари савски мост остати на свом месту док се нови мост не заврши. Један део јавности се побунио против овог пројекта, сматрајући да је мост функционалан.

### 2020
У децембру 2019. године, иако није био надлежан за то питање, Републички завод за заштиту споменика културе Београд подржао је иницијативу за стављање моста под законску заштиту. У априлу 2020. године, током избијања пандемија ковида 19 у Србији, Стојчић је рекао да се пројекат помера за 2021 или 2022. годину, не само због пандемије, већ зато што градња новог моста ионако није почела. Стојчић је у октобру 2020. додао да ће се паралелно градити и нови мост, док ће стари мост бити пресечен на три дела и реком транспортован на неку од локација на Палилули, привремено. С друге стране, започео је правни процес за заштиту моста. Стојчић је у септембру 2021. рекао да ће мост бити срушен 2022. године, када почиње изградња новог моста.
До августа 2022. године, град Београд је предложио да се нови мост гради истовремено са кружним током и тунелом Савамала-Палилула, што је велики пројекат који би требало да буде у продужетку саобраћајнице моста. Међутим, овај пројекат укључује рушење деонице Савамала на улазу у Теразијски тунел и пресељење, до средине 2022. године, још једног броја становника. Влада Републике Србије је у новембру 2022. године узела кредит за рушење старог моста и изградњу новог. Речено је да ће цео пројекат коштати 94 милиона евра, од чега ће 80 милиона евра бити из овог кредита. Грађевински радови су додељени компанији из Кине. Бивши градоначелник Београда, Драган Ђилас и главни градски архитекта Ђорђе Бобић истакли су да мост не треба бити срушен. Александар Шапић је назвао мост „нацистичким",  док су активисти реаговали осликавањем мурала на стубу моста на новобеоградској страни, који представља Миладина Зарића, који је спречио нацисте да сруше мост 1944. године.
Дана 9. децембра 2022. Мирослав Чучковић поручио да мост неће бити рушен. Уместо тога, стубови ће бити проширени, а са обе стране старог моста биће дограђене додатне конструкције, „два брата близанца“.  Шапић је у фебруару 2023. истакао да ће мост бити срушен, јер „спречава развој Београда“, као и да није безбедан јер пуца због подрхтавања. Опозиција у градском парламенту Србије затражила је од БНП Парибас да престане да кредитира рушење моста. Шапић је рушење најавио за јун 2023. године, али га је потом одложио тврдећи да нови мост неће имати сврхе без тунела. Рушење је затим одложено за пролеће или лето 2024. године, уз дуге припремне радове као разлог одлагања.
Икар, група од 300 руских архитеката и дизајнера, предложила је ревитализацију моста као Полумост сећања, споменик наслеђа моста. Виталиј Стадников је предводио тим који је мост замислио као саставни део меморијалног комплекса Старо сајмиште. Према овој идеји, мост би био увучен у обалу (дакле не доспевши на другу обалу и остао „недовршен“), постављен у осовину са постојећим спомеником и адаптиран као застакљени пролаз са 39.000 звона, што представља страдалнике у логору Сајмиште. Председник Србије Александар Вучић је августа 2023. рекао да је „место за мост већ пронађено”, које повезује Земун и Велико ратно острво и да ће ту идеју „предложити” грађанима.
Градске власти Београда најавиле су да ће демонтажа моста почети 2. октобра 2024. године, а политичка опозиција протестовала је против ове идеје. Градске власти Београда су 2. новембра 2024. поставиле сигнализацију која усмерава возаче ка заобилазним и алтернативним правцима, и формално је објављено да се овај мост сматра затвореним и небезбедним за употребу. Гостујући на РТС-у 21. новембра 2024. председник Србије Александар Вучић је изјавио да је мост пред падом јер му је конструкција од дрвета које је обложено гвожђем и бетоном, и да је то врло труло изнутра. Том приликом је и рекао да је мост нацистичког порекла и да није случајно да га неки штите, јер посебно штите вредности из 1941. и 1942. Поновио је да ће на том месту, упркос притисцима протестаната, бити изграђен нови мост који ће бити понос свих Београђана.
Инжењер саобраћаја Душан Милановић је јула 2024. за Инсајдер изјавио да због своје величине сам мост нема претераног удела у дневном саобраћају по питању путничких аутомобила, али да је прилично значајан за јавни превоз, јер преко њега прелазе две линије трамваја и три линије аутобуса, који у току дана на том правцу у оба смера обаве преко 20.000 путовања. Уколико би се мост срушио, сав тај саобраћај би отишао на Бранков мост, чиме би он био преоптерећен. Ситуација би се нормализовала изградњом новог моста, али током тих пар година би стање у саобраћају према Милановићу било веома тешко. Критиковао је и недостатак јавне расправе о том мосту, и рекао да би Београд морао да добије још један мост између Газеле и Бранковог моста.

## У популарној култури
Сликар Коста Хакман осликао је мост 1948. године. Слика је једноставно носила назив „Мост у Београду“ и остала је у Хакмановој породичној колекцији. Његова ћерка Милица Хакман је у мају 2021. године поклонила слику Скупштини града Београда за излагање у Старом двору. Хакманов услов је да слика мора бити изложена у неком од репрезентативних квартова зграде, јер је мост „симбол историјског континуитета престонице, али и симбол љубави грађана према свом граду”.
Догађаји из 1944. драматизовани су у ТВ серији Повратак отписаних, делу изузетно популарне франшизе Отписани о подземним герилцима у Београду. Прича је испричана у 12. епизода, а једња од њих носи назив „Мост“.  Епизода је емитована 19. марта 1978. Име Миладина Зарића је промењено у Захарије С. Јовановић, а тумачио га је глумац Никола Милић.

## Галерија
- Мост ноћу, 2021. године

- Мурал „Замисли жељу” из 2016. године на стубу моста, код Савске променаде